# Peep and the Big Wide World
Az Peep and the Big Wide World kanadai–amerikai televíziós rajzfilmsorozat. A sorozatot 2004. április 17.-től Amerikában a Discovery Kids tűzte műsorra.

## Ismertető
A nézők követik Peep-et, Chirpet és Quackot, amikor a körülöttük lévő világot vizsgálják és fedezik fel. A 9 perces animált rész után egy 2 perces élőműsor-szegmens található, ahol a gyerekek ugyanazt a témát fedezik fel és demonstrálják, mint az animált részben. Az animáció élénk színekből és egyszerű alakzatokból áll.